# يسبر ليردام
يسبر ليردام (بالهولندية: Jesper Leerdam)‏ هو لاعب كرة قدم هولندي في مركز حراسة المرمى، ولد في 17 أبريل 1987 في Hook of Holland ‏ في هولندا. لعب مع أدو دين هاغ.